# City Syd (Trondheim)
|  | City Syd Trondheim - ikke at forveksle med City Syd i Aalborg. |
City Syd er et indkøbscenter, som ligger i udkanten af Trondheim i bydelen Heimdal. Centret åbnede i efteråret 1987 og var da på 37.000 m², hvilket gjorde det til Norges største varehus. Det består i dag (2013) af 38.000 m2 fordelt på 69 butikker og er fortsat blandt Norges største indkøbscentre. Det havde en omsætning på godt to milliarder NOK og 4,2 millioner besøgende i 2012.
Storcentret ligger i Tiller, ca. 8 km syd for Trondheim centrum, og har 1.000 udendørs parkeringspladser. Det er ejet af Steen & Strøm.   
Petter Stordalen var (i en alder af 24 år) centrets første leder.

## Historie
City Syd åbnede dørene torsdag den 17. september 1987, og var med sine 37.000 m² Norges største varehus. Byggeriet kostede godt 300 millioner NOK.
Til trods for en mindre udvidelse i 2000 har antallet butikker ikke ændret sig meget de første 25 år: i 1998 var der 65 butikker og i 2012 var der 69.

### Omsætning
Storcentret havde en omsætning på 692,8 millioner i 1988, 1,085 milliarder i 1995 1,385 milliarder i 1999 og godt 2 milliarder i 2011.
Centeret blev hurtigt en succes og butikker i Midtbyen og andre steder i Trondheim mærkede hurtigt konkurrencen. I løbet af 1988 gik mange af dem konkurs. Enkelte beskrev etableringen som noget af det mest dramatiske, som var sket inden for norsk handelsliv. Den hårde konkurrence og alle konkurserne førte til, at projektet "Trondheim Torg" blev lanceret i starten af 1990'erne - som et modsvar til centeråbningen. Dette projekt blev realiseret i form af et indkøbsenter med samme navn, lokaliseret midt i Trondheim by på Torvet.
City Syd var det indkøbscenter i Norge med størst omsætning i perioden 1988 til 1999. Det var i øvrigt det første storcenter, som passerede en milliard i omsætning.
Lokalt har det efter årtusindeskiftet mødt stigende konkurrence fra indkøbscentre både i Midtbyen og andre steder i Trondheimsområdet. City Lade var i 2011 deres største konkurrent med 1,5 milliarder i omsætning, og i 2012 åbnede Sirkus Shopping, som hurtigt markerede sig som en betydelig konkurrent.

## Fremtidig udvidelse
I 2006 lancerede City Syds ledelse et fremtidige udbygningsplan kendt som City Syd 2020. Eierne, Storebrand og Trondos, planlægger denne udbygning i takt med udbygningen af en ny E6 sydpå fra Trondheim. Planen er at udvide med 29.000 kvadratmeter, så det samlede butiksareal bliver 68.000 m2 samt bygge 10.000 nye m2 kontorer. Dette skal efter planen give plads til et parkeringshus, med butikker over samt en fordobling af antallet af butikker. Hensigten er at styrke City Syds position i Midt-Norge.
Første del af udbygningen skulle efter planen stå færdig allerede i 2010, men er blevet udskudt.
Repræsentanter for Ap, Sp, SV, MDG og Venstre i Trondheim har udtrykt skepsis til en så stor udvidelse af City Syd.

## Centerledere
- Petter Stordalen (1987-1989)
- Dag Johansen (f. 1955) (1989-1994)
- Sigbjørn Hoem (f. 1954) (1994-1997)
- Finn Dybdalen (f. 1966) (2000- )